# Comunidad Económica de Estados de África Occidental
La Comunidad Económica de Estados de África Occidental (CEDEAO/ECOWAS por sus siglas en francés e inglés) es un grupo regional de doce países de África Occidental. Fundada el 28 de mayo de 1975 con la firma del Tratado de Lagos, su misión es promover la integración económica de la región.
Considerada uno de los pilares de la Comunidad Económica Africana, la organización fue fundada con el objetivo de lograr la «autosuficiencia colectiva» de sus Estados miembros creando un único y gran bloque comercial mediante una unión económica y comercial. La región opera oficialmente tres lenguas con el mismo nivel de importancia: francés, inglés y portugués.
El grupo de países está formado por dos instituciones: el Secretariado de la CEDEAO y el Banco de Inversión y Desarrollo de la CEDEAO (anteriormente conocido como Fondo para la Cooperación hasta que fue rebautizado en 2001). James Victor Gbeho, consejero del presidente de Ghana en Asuntos Exteriores, sirve actualmente como presidente de la Comisión. El presidente actual es el presidente de Nigeria Bola Tinubu
Algunos miembros de la organización han entrado y salido de la misma a lo largo de los años. En 1976, Cabo Verde se unió a CEDEAO y Mauritania, que había entrado un año antes (en 1975 aunque tras la creación de la entidad), salió en diciembre de 2000, habiendo anunciado su intención de hacerlo en diciembre de 1999).
Los principios fundamentales de la CEDEAO se basan en: la equidad, la interdependencia, la solidaridad, la cooperación, la no agresión, la paz regional, la promoción de los derechos humanos y la justicia económica y social. La CEDEAO también actúa como fuerza de mantenimiento de la paz en la región, y los Estados miembros envían ocasionalmente fuerzas militares conjuntas para intervenir en los países miembros del bloque en momentos de inestabilidad política y disturbios.

## Historia
La CEDEAO se formó inicialmente a partir de las antiguas colonias francesas, británicas y portuguesas de la región, y de la Liberia independiente, tras la independencia poscolonial de toda la región (sobre todo en las décadas de 1960 y 1970). En el momento de la independencia, muchos Estados africanos tuvieron dificultades para aumentar su desarrollo económico. Como estos Estados no podían abordar los problemas individualmente, era necesario un enfoque regional y así se fundó la CEDEAO. La CEDEAO se creó para proporcionar cooperación económica regional, pero desde entonces ha evolucionado para incluir también la cooperación política y militar.
La unión se estableció el 28 de mayo de 1975, con la firma del Tratado de Lagos, cuya misión declarada era promover la integración económica en toda la región. El 24 de julio de 1993 se acordó y firmó en Cotonú una versión revisada del tratado.  Considerada uno de los pilares bloque regional de la Comunidad Económica Africana (CEA), que abarca todo el continente, el objetivo declarado de la CEDEAO es lograr la  autosuficiencia colectiva de sus Estados miembros mediante la creación de un gran bloque comercial único que constituya una unión económica y comercial plena.
La CEDEAO también actúa como fuerza de mantenimiento de la paz en la región, y los Estados miembros envían ocasionalmente fuerzas militares conjuntas para intervenir en los países miembros del bloque en momentos de inestabilidad política y disturbios. La CEDEAO facilita el mantenimiento de la paz mediante la colaboración sistemática con la sociedad civil, la cooperación con las políticas de desarrollo y otras actividades con el objetivo de hacer frente a los retos subregionales en materia de seguridad. Ha desempeñado un papel importante en la supervisión de las elecciones de transición en África Occidental, y estos esfuerzos de mediación han sido incluso reconocidos dentro y fuera del continente africano. En los últimos años, estas han incluido intervenciones en Costa de Marfil en 2003, Liberia en 2003, Guinea-Bissau en 2012, Mali en 2013, e La Gambia en 2017.

## Miembros
En el momento de su fundación, la CEDEAO contaba con 15 Estados miembros; ocho de ellos son francófonos, cinco anglófonos y dos lusófonos. Todos los miembros actuales se incorporaron a la comunidad como miembros fundadores en mayo de 1975, excepto Cabo Verde, que lo hizo en 1977.
Marruecos solicitó oficialmente su adhesión a la CEDEAO en febrero de 2017. La solicitud fue respaldada en principio en la cumbre de jefes de Estado de junio de 2017. Sin embargo, la solicitud de adhesión de Marruecos se estancó porque los agentes económicos de África Occidental temían que las mercancías importadas a través de los acuerdos de libre comercio de Marruecos inundaran el mercado de los Estados de la CEDEAO. 
El 28 de enero de 2024, Níger, Malí y Burkina Faso anunciaron su salida de la CEDEAO, un hecho sin precedentes desde su creación, alegando en particular una falta de ayuda de la organización frente al terrorismo y acusándola de estar bajo la tutela de influencia de potencias extranjeras.
En diciembre de 2024, la Comunidad Económica de los Estados de África Occidental (CEDEAO) se reúne en cónclave, en una reunión de jefes de Estado de los países miembros, la CEDEAO, debe cambiar su decisión final sobre la retirada de Mali, Níger y Burkina Faso, unidos bajo el AES.

### Actuales
Los países miembros (y su fecha de admisión) son los siguientes:
- Benín (1975)
- Cabo Verde (1976)
- Costa de Marfil (1975)
- Gambia (1975)
- Ghana (1975)
- Guinea (1975, suspendido desde 2021)
- Guinea-Bisáu (1975)
- Liberia (1975)
- Nigeria (1975)
- Senegal (1975)
- Sierra Leona (1975)
- Togo (1975)

## Estructura

### Presidente de la Comisión
Entre 1977 y 2006 el nombre del puesto fue Secretario Ejecutivo
- Aboubakar Diaby Ouattara (Costa de Marfil) enero de 1977-1985
- Momodu Munu (Sierra Leona) 1985-1989
- Abass Bundu (Sierra Leona) 1989-1993
- Édouard Benjamin (Guinea) 1993-1997
- Lansana Kouyaté (Guinea) septiembre de 1997-31 de enero de 2002
- Mohammed Ibn Chambas (Ghana) 1 de febrero de 2002-31 de diciembre de 2006

Desde la reestructuración
- Mohammed Ibn Chambas (Ghana) 1 de enero de 2007-18 de febrero de 2010
- James Victor Gbeho (Ghana) 18 de febrero de 2010-16 de febrero de 2012
- Kadré Désiré Ouédraogo (Burkina Faso) 17 de febrero de 2012-4 de junio de 2016
- Marcel Alain de Souza (Benín) 4 de junio de 2016-1 de marzo de 2018
- Jean-Claude Brou (Costa de Marfil) 1 de marzo de 2018-presente

### Presidentes
- Gnassingbé Eyadéma (Togo) 1977-1978
- Olusegun Obasanjo (Nigeria) 1978-1979
- Léopold Sédar Senghor (Senegal) 1979-1980
- Gnassingbé Eyadéma (Togo) 1980-1981
- Siaka Stevens (Sierra Leona) 1981-1982
- Mathieu Kérékou (Benín) 1982-1983
- Ahmed Sékou Touré (Guinea) 1983-1984
- Lansana Conté (Guinea) 1984-1985
- Muhammadu Buhari (Nigeria) 1985-27 de agosto de 1985
- Ibrahim Babangida (Nigeria) 27 de agosto de 1985-1989
- Dawda Jawara (Gambia) 1989-1990
- Blaise Compaoré (Burkina Faso) 1990-1991
- Dawda Jawara (Gambia) 1991-1992
- Abdou Diouf (Senegal) 1992-1993
- Nicéphore Soglo (Benín) 1993-1994
- Jerry John Rawlings (Ghana) 1994-27 de julio de 1996
- Sani Abacha (Nigeria) 27 de julio de 1996-8 de junio de 1998
- Abdulsalami Abubakar (Nigeria) 9 de junio de 1998-1999
- Gnassingbé Eyadéma (Togo) 1999
- Alpha Oumar Konaré (Mali) 1999-21 de diciembre de 2001
- Abdoulaye Wade (Senegal) 21 de diciembre de 2001-31 de enero de 2003
- John Agyekum Kufuor (Ghana) 31 de enero de 2003-19 de enero de 2005
- Mamadou Tandja (Níger) 19 de enero de 2005-19 de enero de 2007
- Blaise Compaoré (Burkina Faso) 19 de enero de 2007-19 de diciembre de 2008
- Umaru Musa Yar'Adua (Nigeria) 19 de diciembre de 2008-18 de febrero de 2010
- Goodluck Jonathan (Nigeria) 18 de febrero de 2010-16 de febrero de 2012
- Alassane Ouattara (Costa de Marfil) 17 de febrero de 2012-17 de febrero de 2013
- John Dramani Mahama (Ghana) 17 de febrero de 2013-19 de mayo de 2015
- Macky Sall (Senegal) 19 de mayo de 2015-4 de junio de 2016
- Ellen Johnson-Sirleaf (Liberia) 4 de junio de 2016-4 de junio de 2017
- Faure Gnassingbé (Togo) 4 de junio de 2017-31 de julio de 2018
- Muhammadu Buhari (Nigeria) 31 de julio de 2018-29 de junio de 2019
- Mahamadou Issoufu (Níger) 29 de junio de 2019-2 de junio de 2020
- Nana Akufo-Addo (Ghana) 2 de junio de 2020-3 de julio de 2022
- Umaro Sissoco Embaló (Guinea-Bisáu) 3 de julio de 2022-9 de julio de 2023
- Bola Tinubu (Nigeria) 9 de julio de 2023-presente

### Cooperación para la seguridad regional
Los Estados miembros de CEDEAO firmaron un protocolo de no agresión en 1990, que se suma a dos acuerdos similares de 1978 y 1981. También firmaron el Protocolo de Mutua Asistencia en Materia de Defensa en Freetown, Sierra Leona, el 29 de mayo de 1981, que sirvió para el establecimiento de una Fuerza Armada Aliada de la Comunidad.

### Tribunal de Justicia de la Comunidad
El Tribunal de Justicia de la Comunidad ECOWAS fue creado por un protocolo firmado en 1991 y fue posteriormente incluida en el artículo 6 del Tratado Revisado de la Comunidad en 1993. No obstante, el Tribunal no comenzó oficialmente a funcionar hasta que el protocolo de 1991 entró en vigor el 5 de noviembre de 1996. La jurisdicción de la corte queda recogida en los artículos 9 y 76 del Tratado Revisado y permite pronunciamientos sobre disputas entre estados en relación con la interpretación del Tratado Revisado. También ofrece al Consejo de ECOWAS de opiniones sobre temas legales (artículo 10). Como otros tribunales de la misma índoles, como el Tribunal Europeo de Derechos Humanos o el Tribunal de Justicia de África Oriental, tiene autoridad para juzgar vulneraciones de los derechos humanos.

### Intercambio cultural y deportivo
Los países miembros de CEDEAO organizan diferentes eventos culturales y deportivos bajo los auspicios de la institución, desde la Copa CEDEAO de fútbol hasta el certamen de belleza Miss CEDEAO.

## Participación económica

### Unión Económica y Monetaria de África Occidental

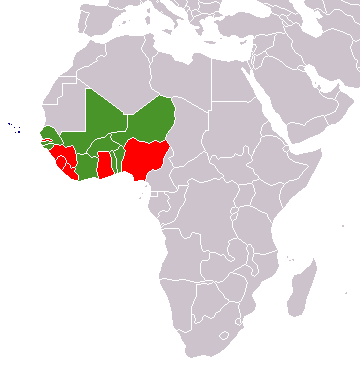
UEMOA
WAMZ
Solo CEDEAO

La Unión Económica y Monetaria de África Occidental (también conocida como UEMOA a partir de su nombre en francés, Union économique et monétaire ouest-africaine) es una organización de ocho estados de África Occidental. Se estableció para promover la integración económica entre los países que comparten el Franco CFA como moneda común. UEMOA fue creada por un tratado firmado en Dakar, Senegal, el 10 de enero de 1994, por los jefes de Estado y de gobierno de Benín, Burkina Faso, Costa de Marfil, Malí, Níger, Senegal y Togo. EL 2 de mayo de 1997, Guinea-Bisáu, una antigua colonia portuguesa, se convirtió en el octavo miembro y en el primero no francófono.
UEMOA es una unión aduanera y monetaria entre los miembros de CEDEAO. Sus objetivos incluyen los siguientes:
- Mayor competetividad económica, a través de mercados abiertos, junto a la racionalización y armonización de los entornos legales
- La convergencia de políticas e indicadores macroeconómicos
- La creación de un mercado común
- La coordinación de políticas sectoriales
- La armonización de políticas fiscales

### Zona Monetaria de África Occidental
La Zona Monetaria de África Occidental es un grupo de seis países dentro del CEDEAO que planean introducir una moneda común, el Eco. Los seis países miembros son Gambia, Ghana, Guinea, Liberia, Nigeria y Sierra Leona. La ZMAO está dominada por Nigeria, como consecuencia de su estatus de mayor productor petrolífero y país más poblado de África. Todos los miembros del grupo son anglófonos excepto Guinea, que es francófono.

### Transporte
Existe un proyecto denominado Trans-ECOWAS y que se estableció en 2007. Planea mejorar el servicio ferroviario de esta zona.